# پیروفانیت
اکسید (به انگلیسی: Pyrophanite) با فرمول شیمیایی MnTiO3 از مجموعه کانی هاست و گل اخرائی -زرد به سختی در اسیدها حل می‌شود. MnO2:46.96% TiO۲:۵۳٫۰۴٪ از نظر شکل بلور: دگرگونی - پگماتیتی، رنگ: قرصی شکل، شکستگی: فلزی - الماسی، جلا: کامل- مطابق با سطح /۰۲۲۱/، رخ: اکسید، سیستم تبلور: پیروفانیت و در رده‌بندی رمبوئدریک است همچنین خاصیت مغناطیسی نیمه شفاف و منشأ تشکیل آن ندارد است.
، از نظر ژیزمان بلوری - مرصع کمیاب است و بیشتر در سوئد، نروژ، URSS، انگلستان و برزیل یافت می‌شود.